# Leucauge frequens
Leucauge frequens är en spindelart som beskrevs av Albert Tullgren 1910. Leucauge frequens ingår i släktet Leucauge och familjen käkspindlar. Inga underarter finns listade i Catalogue of Life.